# Doc Savage

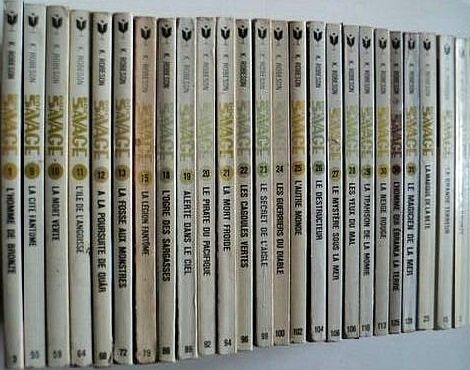
Colección en lengua francesa del cómic Doc Savage, publicado por la editorial Marabout entre 1967 y 1975.

Doc Savage es un personaje ficticio del tipo hombre competente, publicado originalmente en revistas pulp estadounidenses durante la década de 1930 y 1940. Apodado "el Hombre de Bronce" y de nombre real Clark Savage Jr., es un médico, científico, aventurero, detective y polímata que "corrige injusticias y castiga a los malhechores." Fue creado por el ejecutivo Henry W. Ralston y el editor John L. Nanovic de Street & Smith Publications, con material adicional aportado por el guionista principal, Lester Dent. Las ilustraciones fueron hechas por Walter Baumhofer, Paul Orban, Emery Clarke, Modest Stein y Robert G. Harris. 
El personaje heroico/aventurero iba a aparecer en otros medios de comunicación, incluyendo la radio, el cine y los cómics, y sus aventuras fueron reimpresas en una serie de libros de bolsillo, que habían vendido 20 millones de copias para 1979. Hacia el siglo XXI, Doc Savage sigue siendo un icono nostálgico en los EE. UU., y referencias a él aparecen en novelas y en la cultura popular. El por largo tiempo editor de Marvel Comics y afamado escritor de cómics Stan Lee ha descrito a Doc Savage como el precursor de los superhéroes modernos.

## Historia de publicación
La revista Doc Savage Magazine fue impresa por Street & Smith desde marzo de 1933 hasta el verano de 1949 para aprovechar el éxito de la revista The Shadow, y fue seguida por su sucesora, la original Avenger en septiembre de 1939. En total, se publicaron 181 números en varias entradas y títulos alternativos.
Doc Savage Magazine fue creado por el ejecutivo de la Street & Smith Henry Ralston y el editor John Nanovic, buscando aprovechar el éxito de La Sombra, publicado por la misma editorial. La idea de Ralston era que fuera un equivalente de alta aventura de los misterios de La Sombra, con un personaje más estadounidense y con mayores dosis de ciencia ficción, que empezaba a hacerse popular en la época. Ralston buscó a Nanovic, quien puso estas ideas en un bosquejo detallado y juntos crearon la historia y los personajes. Para escribir la historia, decidieron contratar a Lester Dent, para entonces un desconocido joven de 28 años que intentaba hacer carrera en el mundo de las publicaciones pulp. Street & Smith mantuvo los derechos de autor de los personajes y las historias, que se publicaron bajo el seudónimo editorial de Kenneth Robeson ("Kenneth Roberts" en la primera historia, pero luego se cambió para evitar que se confundiera con un novelista homónimo). La revista pulp tuvo un éxito arrollador, gracias probablemente a los variopintos personajes, el aire fraterno del equipo de Doc, el carisma del fornido y brillante protagonista, y las ingeniosas escenas de acción. Dent escribió la mayor parte de las 181 novelas originales.
El concepto básico de un hombre que había sido entrenado desde el nacimiento para luchar contra el mal, no era nuevo. La editorial Street & Smith ya había publicado desde 1890 las novelas de diez centavos de Nick Carter, personaje que había sido entrenado desde muy niño como detective por su padre, convirtiéndolo en un fuerte e inteligente detective. En 1932, Philip Wylie escribió The Savage Gentleman, novela en la que un hombre rico entrena a su hijo en una isla desierta hasta convertirlo en un "espécimen físico ideal y un perfecto caballero, [...] de cabello de bronce, ojos azules, y piel caoba—un hombre magnífico." No se sabe con certeza si Nanovic o Ralston se inspiraron en la obra de Wylie, o si Dent había empezado a escribir Doc Savage antes de la publicación de la obra de Wylie.
Doc Savage se dio a conocer a lectores más contemporáneos cuando Bantam Books empezó a reimprimir las novelas individuales de la revista en 1964, esta vez con portadas del artista James Bama que mostraban a un Doc Savage de piel de bronce y cabello de bronce con un pico de viuda exagerado, normalmente con una rasgada camisa caqui y bajo el epígrafe "Kenneth Robeson." Las historias no se reimprimieron en orden cronológico tal y como se publicaron originalmente, si bien comenzaron con la primera aventura, The man of bronze (El hombre de bronce). Para 1967, Bantam publicaba mensualmente, hasta 1990, cuando las 181 historias originales (más una novela inédita, The red spider) se agotaron. El autor Will Murray escribió siete novelas más de Doc Savage para Bantam Books a partir de borradores originales de Lester Dent. Bantam también publicó una novela de Philip José Farmer, Escape From Loki (1991), que narraba la historia de cómo Doc conoció a los hombres que se convertirían en sus cinco camaradas durante la Primera Guerra Mundial. 
Clark Savage Jr. apareció por primera vez en marzo de 1933 en el primer número de la revista Doc Savage Magazine. Debido al éxito de la Sombra, que tenía su propia revista pulp, los editores Street & Smith lanzaron rápidamente este título pulp. A diferencia de la Sombra, Clark Savage, "Doc" para sus amigos, no tenía poderes especiales, pero había sido criado desde su nacimiento por su padre y otros científicos para convertirse en uno de los seres humanos más perfectos en términos de fuerza, inteligencia y habilidades físicas.
Doc Savage estableció su base en el piso 86 de un rascacielos neoyorquino de fama mundial (se da a entender, pero nunca se afirma abiertamente, que se trata del Empire State Building; Phillip José Farmer, en su Doc Savage: His Apocalyptic Life, brinda evidencia que respalda esta afirmación). Doc Savage lucha contra el mal con la ayuda de los "Cinco Fabulosos."

## Biografía ficticia del personaje
El verdadero nombre de Doc Savage, es Clark Savage Jr. Es médico, cirujano, científico, aventurero, inventor, explorador, investigador, y, como se revela en El tesoro Polar, músico. Un equipo de científicos reunidos por su padre, entrenaron su mente y cuerpo a niveles casi sobrehumanos casi desde el momento mismo de su nacimiento, dándole una gran fuerza y resistencia, memoria fotográfica, un dominio de las artes marciales y un vasto conocimiento de las ciencias. Doc es también un maestro del disfraz y un excelente imitador de voces. Dent describe al héroe como una mezcla de las capacidades deductivas de Sherlock Holmes, las sorprendentes habilidades físicas de Tarzán, la educación científica del detective de ficción Craig Kennedy, y la bondad de Abraham Lincoln. También describió a Doc Savage como portador de una "Cristidad." El carácter y la perspectiva del Doc son evidentes en su juramento, que aparece a continuación:

Que me esfuerce en cada momento de mi vida por ser cada vez mejor y mejor, en la medida de mis posibilidades, para que todos se beneficien de ello. Que piense en lo que es correcto y preste toda mi ayuda a los que la necesitan, sin más miramientos que la justicia. Que acepte lo que venga con una sonrisa, sin perder el coraje. Que sea considerado con mi país, con mis conciudadanos y con mis socios en todo lo que diga y haga. Que haga el bien a todos, y no haga el mal a nadie.

Su piel es de color bronce, enfatizando los años que ha pasado en el sol, como es bronce su cabello y el color de sus ojos, de donde viene su apelativo de "hombre de bronce." Para la tercera de sus historias, Doc tiene ya una reputación de "superhombre."

### Compañeros
En sus aventuras, Savage está acompañado por otros cinco personajes habituales (a los que se hace referencia en la película de 1975 y en los materiales de marketing de las reediciones de Bantam Books como "Los cinco fabulosos"), todos ellos individuos muy consumados por derecho propio.
- El brigadier general Theodore Marley "Ham" Brooks, un abogado consumado. Ham es considerado uno de los hombres mejor vestidos del mundo y, como parte de su atuendo, lleva un bastón/espada cuya hoja está mojada en un anestésico de acción rápida. Su apodo (que traduce "jamón" al español) lo adquirió cuando Monk, en represalia por su encarcelamiento en un calabozo, inculpó a Brooks por el robo de unos jamones de un economato. En el único caso que Ham perdió, fue condenado por el robo de los jamones.
- El teniente coronel Andrew Blodgett "Monk" Mayfair, un químico industrial. El apodo de Monk (en español, "mono") se debe a su constitución simiesca, sobre todo a sus largos brazos, y a su vello rojo. Vive en un constante estado de "disputa amistosa" con "Ham" Brooks. Esto comenzó cuando su amigo le enseñó algunas palabras en francés para que se las dijera a un oficial y Monk las repitió, sin saber que eran una sarta de insultos. El resultado fue una larga estancia en el calabozo.
- William Harper "Johnny" Littlejohn, arqueólogo y geólogo. Johnny tiene un vocabulario impresionante, nunca utiliza una palabra simple cuando una grandilocuente podría ser suficiente. ("¡Seré superamalgamado!" es una de sus expresiones favoritas). Johnny llevaba gafas con una lente de aumento sobre su ojo izquierdo en sus primeras aventuras, ya que ese ojo había resultado dañado en la Primera Guerra Mundial. Más tarde, Doc le practicó una cirugía correctiva que le devolvió la vista en ese ojo, pero Johnny conservó la lente como monóculo para utilizarla como lupa y como recuerdo.
- El coronel John "Renny" Renwick, ingeniero de construcción. Renny es un hombre gigantesco, con "puños como cubetas de cartílago y hueso." Su pasatiempo favorito es arrancar a golpes los paneles de pesadas puertas de madera. Siempre lleva una expresión facial de depresión, que se profundiza cuanto más feliz es. Su frase favorita y utilizada con frecuencia es "¡Santo cielo!"
- El mayor Thomas J. "Long Tom" Roberts, un ingeniero eléctrico. "Long Tom" obtuvo su apodo por utilizar un anticuado cañón con ese mismo nombre en la exitosa defensa de un pueblo francés en la Primera Guerra Mundial. Long Tom era un personaje de aspecto enfermizo, pero luchaba como un gato salvaje.

En historias posteriores, los compañeros de Doc pierden importancia en la trama, ya que las historias se centran más en Doc. Al menos un crítico cuestionó la necesidad de estos personajes, ya que el talento de Savage era superior al de ellos y a menudo tenía que rescatarlos. La "desaparición" de estos personajes es explicada afirmando que están trabajando en otro lugar, demasiado ocupados con sus propios logros para ayudar. Hacia el final de la serie, normalmente sólo Monk y Ham aparecen junto al Doc.
La prima de Doc, Patricia "Pat" Savage, que como él tiene la piel de bronce, los ojos dorados y el pelo de bronce, participa también en muchas de sus aventuras, a pesar de los esfuerzos de Doc por mantenerla alejada del peligro. A Pat le molestan estas restricciones, o cualquier esfuerzo por protegerla simplemente por ser mujer. También es capaz de poner nervioso a Doc, incluso cuando tiene a Monk y a Ham rendidos a sus pies.

### El piso 86
La oficina de Doc está en el piso 86 de un rascacielos de Nueva York, implícitamente el Empire State Building, al que se llega por el ascensor privado de alta velocidad de Doc. Doc posee una flota de coches, camiones, aviones y barcos que almacena en un hangar secreto en el río Hudson, bajo el nombre de The Hidalgo Trading Company, que está unido a su oficina por un sistema de tubos neumáticos apodado "paso de las pulgas." A veces se retira a su Fortaleza de la Soledad en el Ártico, que apareció de manera anterior al escondite similar de Superman del mismo nombre. Todos estos bienes se financian con el oro de una mina centroamericana que le regalan los descendientes locales de los mayas en la primera historia de Doc Savage. (Doc y sus ayudantes aprendieron al mismo tiempo el poco conocido idioma maya de este pueblo, lo que les permite comunicarse entre ellos en privado cuando otros podrían estar escuchando). 

### Tecnología
En la serie se describen muchos dispositivos futuristas, algunos de los cuales se han hecho realidad desde entonces, como el ala volante, el contestador automático, la televisión, la transmisión automática, las gafas de visión nocturna, cañones de riel electromagnéticos y armas automáticas de mano, conocidas de diversas maneras como pistola ametralladora, la pistola superametralladora o la pistola de disparo rápido. Para las pistolas ametralladoras se usaba una amplia gama de municiones, entre las que se encontraban balas incendiarias que se estrellaban al contacto, cubriendo el objetivo con un fuego de alta temperatura, balas de alto explosivo capaces de arrancar árboles, balas de plomo ordinarias y las "balas de piedad" que inducían al sueño.

### Villanos
El mayor enemigo de Doc, y el único enemigo en aparecer en dos de las historias originales de la revista pulp, era el nacido en Rusia, John Sunlight, que fue introducido en octubre de 1938 en Fortaleza de la Soledad. Los primeros villanos en las "súper-sagas" eran maquinadores fantásticos, empeñados en dominar el mundo. Más tarde, la revista cambió de título al de Doc Savage, Science Detective (Doc Savage, detective científico), y Doc luchó contra organizaciones criminales más convencionales. La súper-saga fue revivida en 1948 por parte de la nueva editora, Daisy Bacon, poco antes de la cancelación final de la revista. En una carta del 20 de septiembre de 1948 a Lester Dent, Bacon escribió: "Ya que estamos dejando de lado lo del detective científico y volviendo a solo Doc Savage, creo que deberíamos retornar a una verdadera historia de aventuras..."
Una característica clave de las aventuras de Doc Savage es que las amenazas, sin importar lo fantásticas o monstruosas que fueran, por lo general tenían una explicación racional. Por ejemplo, una araña gigantesca que caminaba por las montañas se reveló como un dirigible, una muerte abrasadora era resultado de baterías eléctricas sobrecargadas, un "ángel del mar" era una construcción mecánica remolcada por un submarino, etc. Con todo, Doc Savage también combatió contra asesinos invisibles, un teletransportador asesino y enemigos supercientíficos provenientes del centro de la tierra. 
En historias tempranas, algunos de los criminales capturados por Doc reciben "una delicada operación cerebral" para curar sus tendencias criminales. Estos delincuentes regresan a la sociedad, ignorantes de su pasado, para llevar vidas productivas. La operación se menciona en la novela A sangre fría, de Truman Capote, cuando un anciano de Kansas recuerda cómo Doc "curaba" a criminales que había capturado.

## En otros medios
Doc Savage ha aparecido en novelas, cómics y en una película; también ha salido por la radio, y como un personaje de muchas otras obras; sigue inspirando a autores y artistas en el ámbito de la aventura fantástica.

### Novelas
Todas las historias originales fueron reimpresas en rústica por Bantam Books entre los años 1960 y 1990. De las primeras 67 portadas en rústica, 62 fueron pintadas en extraordinarios tonos monocromáticos y en un detalle superrealistas por James Bama, cuya visión actualizada de Doc Savage con un pico de viuda exagerado capturó, al menos simbólicamente, la esencia de las novelas de Doc Savage. Los primeros 96 libros de bolsillo reimprimieron una de las novelas originales por libro. El actor y modelo Steve Holland, que había interpretado a Flash Gordon en una serie de televisión de 1953, fue el modelo de Doc en todas las portadas. Los siguientes 15 libros de bolsillo (que consisten en las historias 97 a 126 de la serie de reediciones de Bantam) fueron "dobles", reimprimiendo dos novelas cada uno (en realidad eran novelas más cortas escritas durante la escasez de papel de la Segunda Guerra Mundial). Las últimas novelas originales se reimprimieron en una serie numerada de 13 volúmenes "ómnibus" de cuatro a cinco historias cada uno. Fue una de las pocas series pulp en ser reimprimiesa por completo en formato de bolsillo.
The Red Spider (La Araña Roja) fue una novela de Doc Savage escrita por Dent en abril de 1948, sobre la Guerra Fría con la Unión Soviética. La historia fue eliminada en 1948 por la nueva editora Daisy Bacon, si bien el anterior editor William de Grouchy la había encargado. Quedó en el olvido hasta 1975, cuando el experto en Doc Savage, Will Murray, encontró indicios de su existencia en los archivos de Street & Smith. Tras dos años de búsqueda, el manuscrito en papel carbón fue localizado entre los documentos de Dent. Finalmente se publicó en julio de 1979 como el número 95 de la serie Doc Savage de Bantam.
Cuando se agotaron las historias originales del pulp, Bantam Books contrató a Philip José Farmer para que escribiera la historia de cómo Doc y sus hombres se conocieron en la Primera Guerra Mundial. El resultado, Escape from Loki, se publicó en 1991. Le siguieron siete historias tradicionales de Doc Savage escritas por el novelista Will Murray, a partir de borradores inéditos de Lester Dent, comenzando por Python Isle. Philip José Farmer había escrito antes, en 1973, el libro Doc Savage: His Apocalyptic Life (Doc Savage: Su vida apocalíptica), que describía los personajes y las historias bajo la graciosa premisa de que Doc había existido realmente y que las novelas relataban sus hazañas en forma "ficcionalizada". [cita requerida]
Cuando se agotaron las historias originales del pulp, Bantam Books contrató a Philip José Farmer para que escribiera la historia de cómo Doc y sus hombres se conocieron en la Primera Guerra Mundial. El resultado, Escape from Loki, se publicó en 1991. Farmer había escrito antes, en 1973, el libro Doc Savage: His Apocalyptic Life (Doc Savage: Su vida apocalíptica), que describía los personajes y las historias bajo la graciosa premisa de que Doc había existido realmente y que las novelas relataban sus hazañas en forma "ficcionalizada." A Escape from Loki le siguieron siete historias tradicionales de Doc Savage escritas por el novelista Will Murray, a partir de borradores inéditos de Lester Dent, comenzando por Python Isle.  
En 2011, el editorial estadounidense Altus Press revivió la serie con otra colaboración póstuma de Murray y Dent, The Desert Demons. Están previstas nueve nuevas novelas para la nueva serie The Wild Adventures of Doc Savage (Las salvajes aventuras de Doc Savage). En 2011 se publicó Doc Savage: Horror in Gold. En 2012 Altus Press publicó Doc Savage: Death's Dark Domain, Doc Savage: The Forgotten Realm, Doc Savage: The Infernal Buddha y Doc Savage: The Desert Demons. Doc Savage: Skull Island, un crossover con King Kong, se publicó en 2013. Murray unió a Doc con otro héroe de la era pulp de Street & Smith, La Sombra, en Doc Savage: The Sinister Shadow (Doc Savage: La Sombra Siniestra; 2015) y Doc Savage: Empire of Doom (2016).
Sanctum Books, en asociación con Nostalgia Ventures, inició una nueva serie de reimpresiones de Doc (a partir de noviembre de 2006), con dos novelas por libro, en formato de libros de bolsillo de tamaño revista. Varias de las ediciones incluían la opción de la portada original o portadas de los libros de bolsillo de Bantam, y la mayoría incluía las ilustraciones interiores originales, así como nuevos ensayos y reimpresiones de otros materiales antiguos. A finales de 2008, Nostalgia Ventures puso fin a la relación comercial, y Sanctum Books ha continuado las reimpresiones por su cuenta

### Radio
Durante la época pulp se emitieron dos series radiofónicas de Doc Savage. La primera, en 1934, era un serial de 15 minutos que duró 26 episodios. La serie de 1943 no se basaba en los pulps, sino en la versión del personaje en los cómics. No sobrevive ningún audio de ninguna de las dos series, aunque se conservan algunos guiones. En 1985, la National Public Radio emitió The Adventures of Doc Savage (Las aventuras de Doc Savage), en 13 episodios de media hora, basados en los pulps y adaptados por Will Murray y Roger Rittner. Daniel Chodos protagonizó en el papel del Doc.  

### Cómics

#### Edad de Oro
Street & Smith Comics publicó historias de Doc tanto en el cómic La Sombra  como en su propio título. Éstas comenzaron con Shadow Comics #1-3 (1940). En mayo de 1940, el personaje se trasladó a su propio libro, Doc Savage Comics. Originalmente, estas historias se basaban en la versión pulp, pero a partir de Doc Savage Comics #5 (1941), se convirtió en un auténtico superhéroe al estrellarse en el Tíbet y recibir una capucha azul con un rubí sagrado en la frente que desviaba las balas e hipnotizaba a cualquiera que mirara su mística luz roja. Estas historias tenían un Doc (ahora conocido como "El Invencible") que se parecía poco al personaje de los pulps. Esto se mantuvo hasta el final de Doc Savage Comics en 1943 después de 20 números, y brevemente con su regreso a Shadow Comics en el vol. 3, #10 (enero de 1944). Seguiría hasta el último número, el vol. 9, #5 (1948), aunque no apareció en todos los números. También apareció en Supersnipe Comics #9 (junio de 1943).

#### Edad Moderna
Después de la Edad de Oro, ha habido varios cómics de Doc Savage:
- Gold Key Comics - Una adaptación de 1966, de un solo número, de The Thousand-Headed Man para que enlazara con la película prevista protagonizada por Chuck Connors. Doc se parece a Connors en la portada.
- Marvel Comics - En 1972, ocho cómics estándar en color con cuatro adaptaciones de libros –The Man of Bronze, Brand of the Werewolf, Death in Silver y The Monsters– y un número de tamaño gigante de reimpresiones que se promocionó como un número de película. En mayo de 2010, DC Comics reeditó la serie de ocho números como libro de bolsillo.[14] En 1975, el sello de Marvel Curtis Magazines publicó ocho revistas en blanco y negro como complemento de una película. Estas también fueron recopiladas por DC Comics y reimpresas en julio de 2011 como libro de bolsillo.[15] Todas son historias originales de Doug Moench, John Buscema y Tony de Zúñiga. El personaje también formó equipo con la Cosa en Marvel Two-in-One #21, un importante número que serviría de base para posteriores historias significativas como "The Project Pegasus Saga" y "Squadron Supreme: Death of a Universe", y con Spider-Man en Giant-Size Spider-Man #3.
- DC Comics - Una miniserie de prueba de cuatro números entre 1987 y 1990, luego 24 números y un anual, en su mayoría escritos por Mike W. Barr. Aventuras originales, incluyendo un reencuentro con Monya, la novia/esposa maya de Doc, y John Sunlight, aventuras con el nieto de Doc, "Chip" Savage, y la historia de los padres y la juventud de Doc. Incluyó un crossover de cuatro números con la serie de DC de La Sombra en ese momento, llamada The Shadow Strikes! En 2009, DC publicó un crossover especial de Doc Savage con Batman escrito por Brian Azzarello, con arte de Phil Noto y portada de J. G. Jones.[16] Otros personajes involucrados fueron Canario Negro,[17] el Vengador,[18] Rima la chica de la jungla, The Spirit y el grupo de Doc Savage, los Cinco Fabulosos.[19] Es un prólogo a First Wave, una miniserie de seis números con arte de Rags Morales.[20] La línea First Wave se amplió para incluir una serie continua de Doc Savage escrita por Paul Malmont, con arte de Howard Porter.[21] Malmont sólo escribió los cuatro primeros números, y otros autores escribieron el resto de la serie. La serie duró 18 números y el último sólo se publicó en formato digital.
- Millennium Publications publicó varias miniseries y one-shots, incluyendo Doc Savage: The Monarch of Armageddon, una miniserie de cuatro partes, de 1991 a 1992. Escrita por Mark Ellis y dibujada por Darryl Banks, el tratamiento "se acerca más al original, capturando toda la acción, humanidad y humor de las novelas originales".[22] Otras miniseries fueron Doom Dynasty y Devil's Thoughts, los one-shots Pat Savage: Woman of Bronze y Manual of Bronze, y una adaptación inconclusa en dos partes de Repel.
- Dark Horse Comics - En 1995 Dark Horse Comics publicó dos miniseries: una de dos números, The Shadow and Doc Savage: The Case of the Shrieking Skeletons, y otra de cuatro números, Doc Savage: Curse of the Fire God.
- En diciembre de 2013, Dynamite Entertainment comenzó a publicar el título Doc Savage: The Man of Bronze, escrito por Chris Roberson, con arte de Bilquis Evely y portadas de Alex Ross.

En España, los cómics de Doc Savage que Marvel editó en los años 70 han sido publicados primero por Ediciones Vértice y luego por ECC Ediciones. Se trata de Magazines en blanco y negro, escritos por Dough Moench y dibujados por John Buscema y Tony de Zúñiga. Los cómics de la editorial DC dedicados a Doc Savage, fueron publicados por Ediciones Zinco. Se trata de una miniserie de cuatro números obra de Adam Kubert y Andy Kubert.

### Cine y televisión
Se han hecho numerosos intentos de llevar a Doc Savage a la pantalla. Según el experto en Doc, Will Murray, una planeada serie de televisión en los años 30 o 40 nunca llegó a hacerse debido a la insistencia del escritor, Lester Dent, en que él mismo fuera el guionista. Doug Wildey, creador de The Adventures of Jonny Quest, también hizo una propuesta para una serie animada de Doc Savage, pero el proyecto nunca salió a la luz.
Tras el éxito de las reediciones de Bantam Books, productos de Doc Savage en otros medios se empezaron a publicar inmediatamente. Ya en 1965, por ejemplo, un anuncio de la casa editorial para el póster, "El archienemigo del mal," anunciaba: "Más fuerte que Tarzán, más valiente que Bond, Doc es el nuevo furor en los Estados Unidos, entre adolescentes, universitarios y los grupos 'in' de todo el país. Y hay una serie de televisión y una película en el futuro."

#### The Thousand-Headed Man
En 1967, un artículo de TV Guide informaba de que se estaban llevando a cabo conversaciones para que Chuck Connors interpretara a Doc Savage en una adaptación cinematográfica de The Thousand-Headed Man (El hombre de las mil cabezas). Complicaciones con los derechos acabaron con el proyecto.

#### Doc Savage: The Man of Bronze
En 1975, el productor y director George Pal produjo la película Doc Savage: The Man of Bronze, protagonizada por Ron Ely como Doc Savage. La película fue un fracaso con la crítica y en taquilla. Varios artículos y una entrevista posterior con Pal sugieren que el fracaso de la película tuvo mucho que ver con la pérdida de financiación durante el rodaje, cuando el estudio cambió de dirección y Pal se vio obligado a recortar gastos. No obstante, a Pal, como productor, se le suele achacar el uso de un enfoque "amanerado" al estilo de la serie de televisión de Batman de 1960. Además, en la película  se dota a Doc Savage de poderes "psíquicos" y una excesiva tendencia a personalizar todo, y los Cinco Fabulosos son usados fundamentalmente para dar pausas cómicas.
También se encargó una banda sonora original para la película, pero cuando Pal perdió la financiación, recurrió a una marcha patriótica de John Philip Sousa, que era de dominio público. El escritor de ciencia ficción Philip José Farmer intentó que se hiciera otra película (hay una anotación al final de la película original de que se estaba preparando una secuela adaptada de la novela Death in Silver con los infames villanos los Silver Death's-Heads, pero no se llegó a nada, a pesar de que se redactó un guion para ello). 

#### Doc Savage: The Arch Enemy of Evil
Según el guion de Joe Morhaim publicado en Internet, así como otros archivos y noticias, Doc Savage: The Arch Enemy of Evil se basaba en la novela pulp de octubre de 1934 Death in Silver. Doc Savage: The Arch Enemy of Evil  se centraba en un supervillano deforme de habla alemana, cuya mascota, un pulpo que devoraba de hombres, era un guiño a un elemento argumental similar de la novela pulp de septiembre de 1937, The Feathered Octopus.
De hecho, el propósito original de este guion era que fuera rodado como la primera película de Doc Savage. Sin embargo, el productor George Pal encargó un segundo guion basado en la primera novela pulp de Doc Savage, The Man of Bronze, porque consideraba que el público que acudía al cine necesitaba más información de fondo sobre Doc y su origen.
Noticias contemporáneas indicaban que Doc Savage: The Arch Enemy of Evil se había rodado en la zona del lago Tahoe simultáneamente con la fotografía principal de la primera película de Doc Savage. Sin embargo, debido a la mala acogida de la primera película, Doc Savage: The Arch Enemy of Evil nunca se completó ni se estrenó. En una entrevista realizada en 2014, mientras rodaba la película para televisión Expecting Amish, el actor Ron Ely declaró sin ambages que "nunca se rodó ninguna parte de Doc Savage: The Arch Enemy of Evil, ni simultáneamente con The Man of Bronze ni de ninguna otra manera. Eso es un mito total".
Por último, en previsión de una propuesta para una serie televisiva de Doc Savage, George Pal encargó a Alvin Sapinsley un guion en dos partes basado en la novela pulp de mayo de 1935 The Secret in the Sky. El guion se terminó en enero de 1975, pero debido a la mala acogida de la primera película de Doc Savage, nunca se rodó un piloto.

#### Otras adaptaciones al cine
Philip José Farmer escribió otro guion basado en la novela pulp de enero de 1936 Murder Mirage. Incluía un posible cruce del Universo Wold Newton que implicaba un encuentro entre Doc Savage y un Sherlock Holmes retirado en 1936. En cualquier caso, este guion nunca se filmó.
En 1966, la premisa básica del origen de Doc Savage fue una influencia obvia para el personaje cinematográfico mexicano de lucha libre Mil Máscaras (1966), que se estrenó en el momento de mayor popularidad de la serie de libros de bolsillo de Doc Savage en Estados Unidos 
En 1999, se anunció que se estaba preparando un posible remake con Arnold Schwarzenegger, en el que participarían Frank Darabont y Chuck Russell, pero éste y otros proyectos de Schwarzenegger (Sgto. Rock y una epopeya sobre las Cruzadas) se archivaron cuando Schwarzenegger se presentó como candidato y fue elegido gobernador de California.
A finales de 2006, se rumoreó que Sam Raimi iba a realizar una película con varios héroes pulp de la Street & Smith, como La Sombra, El Vengador y Doc Savage. Supuestamente, el guion fue escrito por Siavash Farahani, pero desde entonces no ha habido ninguna otra noticia en relación con este guion.

#### Proyectos deOriginal Film
El guionista y director Shane Black iba a dirigir una adaptación cinematográfica para Original Film y Sony Pictures. Black también coescribiría el guion con Anthony Bagarozzi y Chuck Mondry. La versión cinematográfica estaría ambientada en los años 30 e incluirá a los Cinco Fabulosos. Neal H. Moritz sería el productor. En septiembre de 2013, al hablar de la dificultad del casting del personaje, Black comentó: "Es el espécimen físico perfecto, la gente le mira y se queda sobrecogida por la simetría y la perfección que desprende." En junio de 2014, se reveló que quería a Chris Hemsworth para el papel principal, pero Hemsworth nunca fue anunciado oficialmente ni se vinculó al proyecto.
El 22 de mayo de 2016, Black le dijo al sitio web Thrillist que le gustaría hacer la película con Dwayne Johnson, declarando: "Tomé la decisión de que Dwayne es el tipo. Me gustaría hacer Doc con Dwayne Johnson si podemos hacer que funcione. Está en un segundo plano mientras él está ocupado." El 30 de mayo de 2016, Johnson confirmó en su cuenta de Instagram que protagonizará a Savage en la película, insinuando también que el personaje está siendo apodado como el "Primer Superhéroe del Mundo", mencionando que la aparición publicada de Savage fue anterior a la de Superman (que debutó en 1938). Johnson también incluyó el hashtag "#World'sFirstSuperhero". El 11 de abril de 2018, Johnson dijo que él y Black seguían con ganas de hacer el proyecto, pero que: "Ese proyecto tuvo algunos problemas, no creativos, sino más bien problemas de asuntos de negocios: dónde había estado el proyecto, quién tenía los derechos sobre él, a dónde estábamos tratando de moverlo. Hubo mucho de eso, que todavía estamos algo así como resolviendo".
El 19 de febrero de 2020 se anunció que Original Film cambiaría el formato al de una serie de televisión. El proyecto es una coproducción con Sony Pictures Television y Condé Nast Entertainment.

## Legado
Contemporáneamente se le relaciona con una especie de Indiana Jones (Henry Jones II), en un estado embrionario. Eventualmente, se piensa que tanto George Lucas como Steven Spielberg, tomaron algunos elementos de Doc Savage, para dar cuerpo y vida al intrépido arqueólogo, tales como viajar a remotos lugares, ser recto, políglota y educado,  estar del lado de la justicia y luchar contra el mal.